# Książ
Książ (phát âm [ˈkɕɔ̃ʂ], tiếng Ba Lan: Zamek Książ, tiếng Đức: Schloss Fürstenstein) là lâu đài lớn nhất ở vùng Silesia, nằm ở phía bắc Wałbrzych ở Lower Silesian Voivodeship, Ba Lan. Lâu đàu này nằm trong Công viên Cảnh quan Książ, một khu vực được bảo vệ có vị trí tọa lạc tại chân đồi Wałbrzyski. Lâu đài nhìn ra hẻm núi của sông Pełcznica và là một trong những điểm thu hút khách du lịch chính của Wałbrzych.

## Lịch sử
Một pháo đài đầu tiên tại khu vực này đã bị phá hủy bởi các lực lượng người Bohemian dưới thời vua Ottokar II trong năm 1263. Công tước Silesian Bolko I the Strict (d. 1301), người cai trị ở Świdnica và Jawor, đã có một lâu đài mới được xây dựng từ năm 1288 đến 1292 và từ đó chuyển nơi cư trú của mình ở đây, thêm Lord of Książ vào các chức danh của mình. Các burgraviate bao gồm các khu định cư lân cận của Swiebodzice, Szczawno, và Pełcznica. Khi người Swidnica cuối cùng - vị tước Bolko II the Small chết năm 1368 không có con cái, toàn bộ vị thế của lâu đài truyền cho vị vua Luxembourg Wenceslaus IV của Bohemia, con trai người cháu gái Bolko của Anne, trong khi góa phụ của ông Agnes of Habsburg đã phục vụ các hoa lợi cho bản thân. Sau khi bà qua đời vào năm 1392, Vua Wenceslaus, cũng là Vua của người La Mã kể từ năm 1376, đã chiếm được Công tước Świdnica và lấy được Lâu đài Książ.
Vì Agnes, trái với quyền thực sự hạn chế của mình, đã bán tài sản của Książ, lâu đài đã qua nhiều bàn tay. Vào năm 1401, nó đã được Janko của Chotěmice (d. sau 1442), người sau đó trở thành thống đốc của vùng đất Świdnica-Jawor. Kéo dài cuộc chiến tranh Hussite, lâu đài đã bị quân nổi dậy chiếm giữ và chiếm đóng vào năm 1428-1429. Sau cái chết của Janko, vua George của Pod Georgebrady đã mua lại Książ từ hậu duệ của mình và chuyển giao chính quyền của ông cho tướng quân Moravian Birka của Nasiedle. Năm 1466, Hans von Schellendorf đã có được lâu đài từ Bohemian Crown.
Khu phức hợp lâu đài thứ hai đã bị tàn phá vào năm 1482 bởi Georg von Stein, một vị chỉ huy quân sự phục vụ cho nhà vua Hungary Matthias Corvinus trong khi các lực lượng của ông đã vận động vùng đất Silesian. Stein giao cho Frederick của Hohberg các điền trang, hậu duệ của ông Konrad I ở Hoberg đã có được ngọn đồi bên lâu đài vào năm 1509. Gia đình Hohberg (từ 1714 gọi là Hochberg). Gia đình, được nâng lên cấp bậc của Freiherren năm 1650, Grafen năm 1666 và Đế chế Hoàng gia (Reichsgrafen) năm 1683, sở hữu lâu đài cho đến những năm 1940. Từ giữa thế kỷ 16 trở đi, các cơ sở được xây dựng lại theo phong cách Phục hưng xa hoa. 

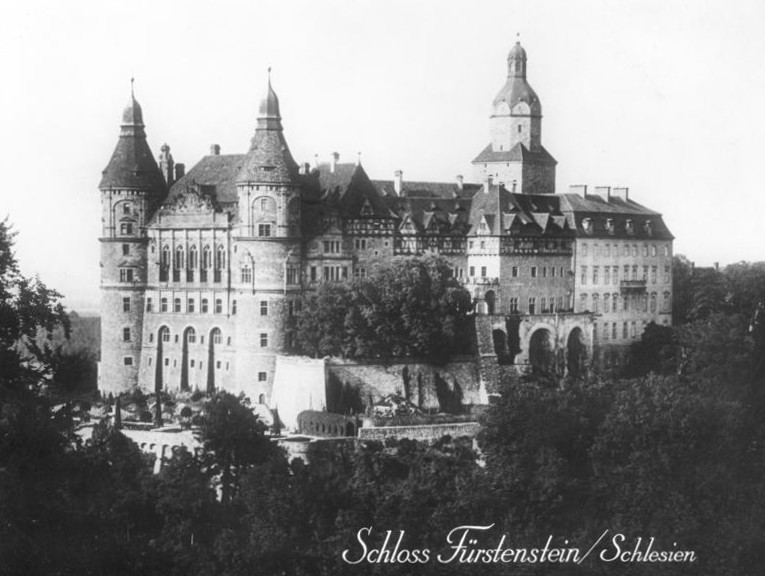
Schloss Fürstenstein vào những năm 1920

Trong Thế chiến II, lâu đài đã bị chế độ Đức Quốc xã chiếm giữ vào năm 1944 sau khi Bá tước Hans Heinrich XVII của Hochberg, Hoàng tử Pless (Pszczyna), đã chuyển đến Anh vào năm 1932 và trở thành công dân Anh; hơn nữa, anh trai của ông là Bá tước Alexander của Hochberg, một công dân Ba Lan và là chủ sở hữu của Lâu đài Pszczyna, đã gia nhập quân đội Ba Lan. Được giám sát bởi nhân viên SS và Tổ chức Todt, tổ hợp tòa nhà tại Książ trở thành một phần của khu phức hợp Project Riese dưới lòng đất rộng lớn, có lẽ là Trụ sở Führer dự kiến và là nơi ở tương lai dành cho Adolf Hitler. Công việc xây dựng được thực hiện trong điều kiện vô nhân đạo bởi những người lao động cưỡng bức và tù nhân của trại tập trung Gross-Rosen, cho đến khi lâu đài bị lực lượng Hồng quân chiếm đóng sau cuộc tấn công của Vistula Muff Oder năm 1945. Một đài tưởng niệm đánh dấu khu vực của tiểu khu Fürstenstein. Phần lớn của cấu trúc tòa nhà lịch sử đã bị phá hủy trong quá trình xây dựng; nhiều cổ vật đã bị đánh cắp hoặc phá hủy trong thời kỳ Liên Xô chiếm đóng.
Sau chiến tranh, khu phức hợp lâu đài được sử dụng làm nhà giải trí và trung tâm văn hóa. Trong những năm gần đây, phần lớn của nội thất đã được khôi phục một cách công phu. Các bộ phận của khu phức hợp đường hầm bên dưới lâu đài hiện đang được Viện Hàn lâm Khoa học Ba Lan sử dụng để đo trọng lực, trong khi một số đường hầm có thể được ra vào công khai phục vụ cho các chuyến tham quan với người hướng dẫn.

## Hình ảnh

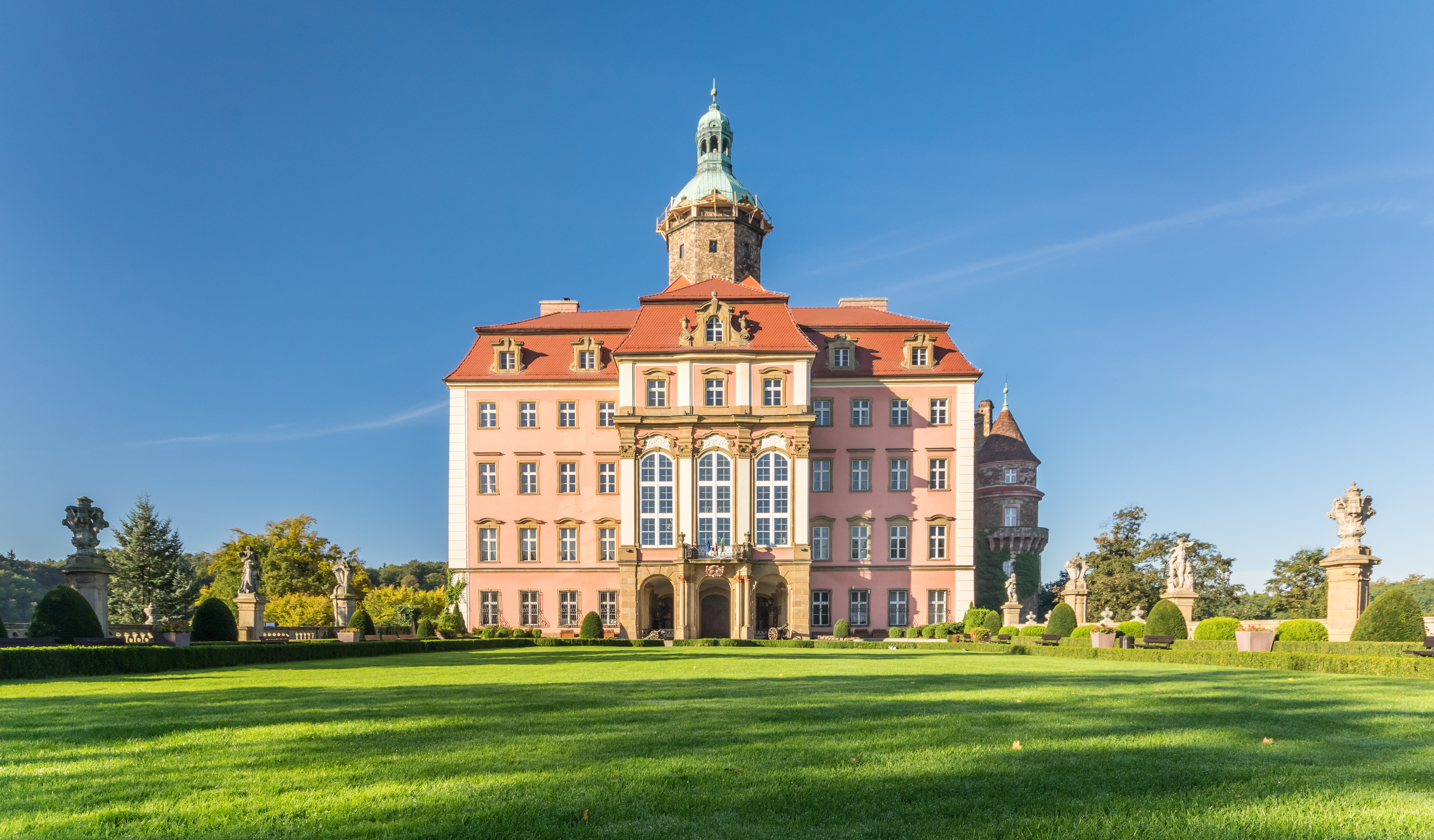
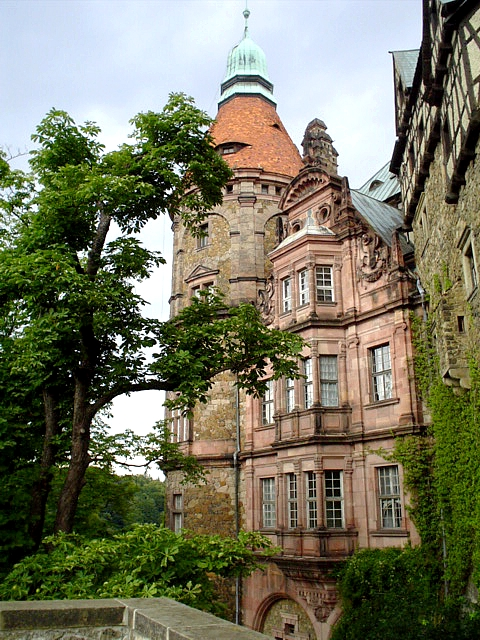
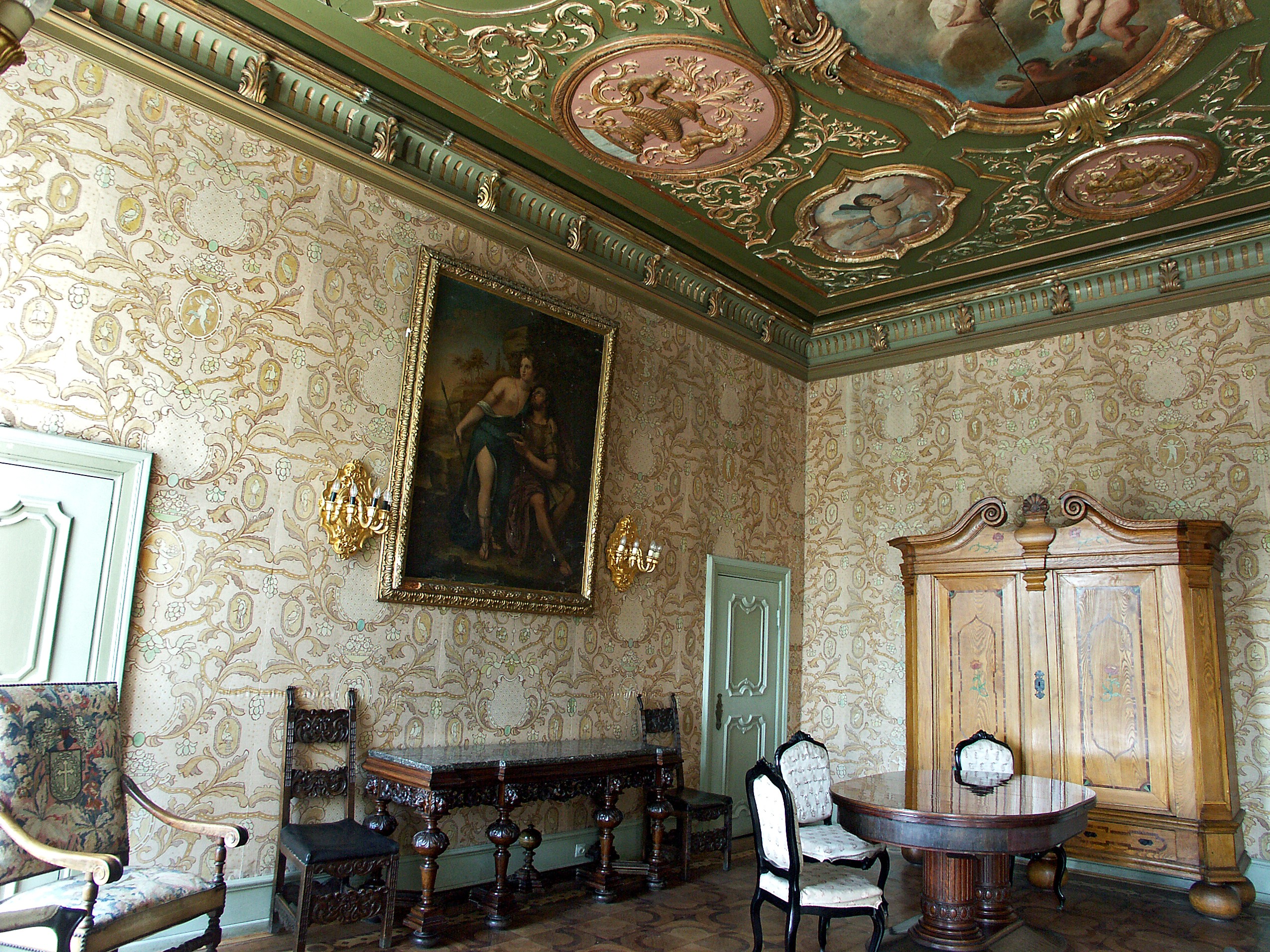
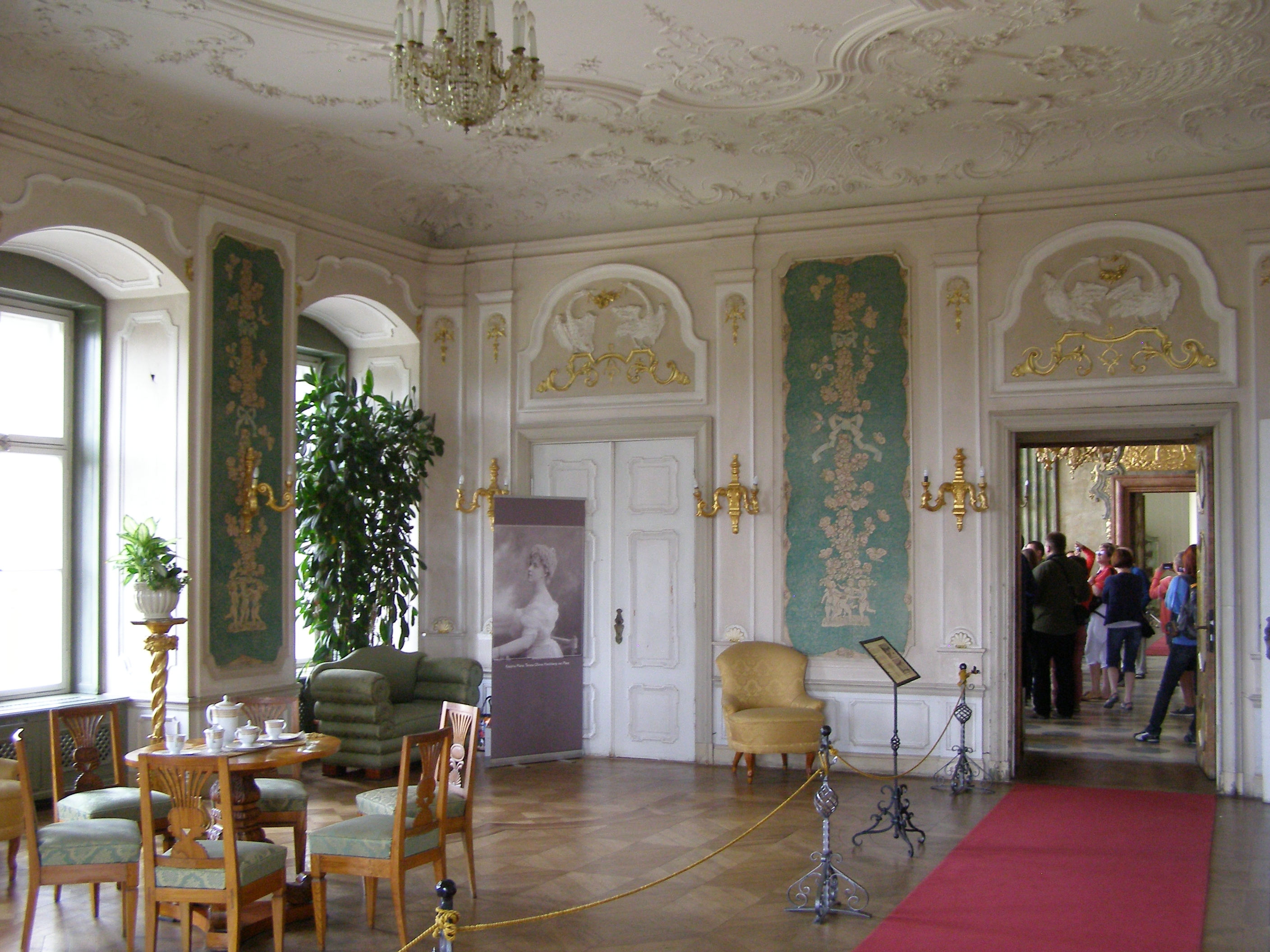
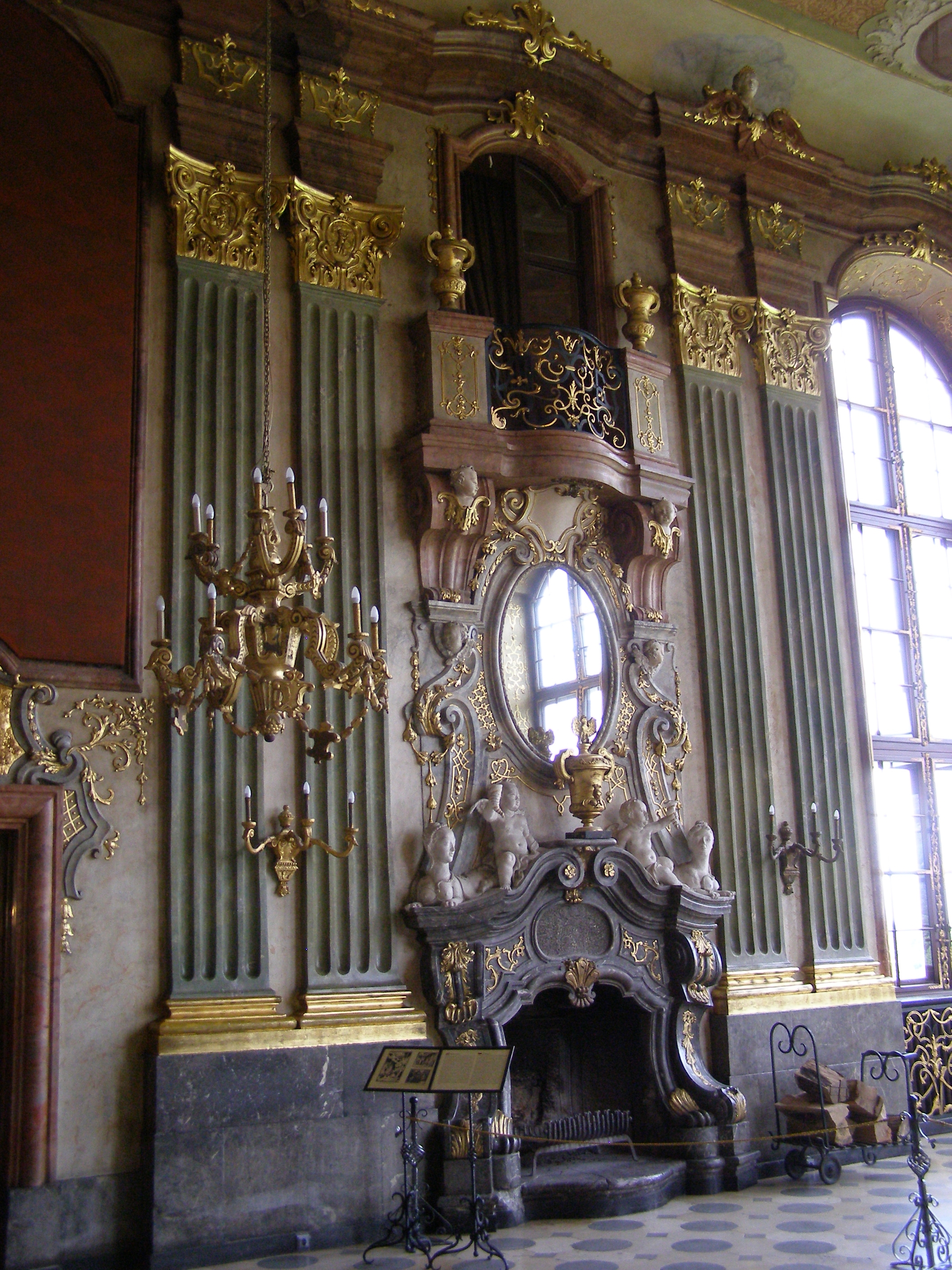
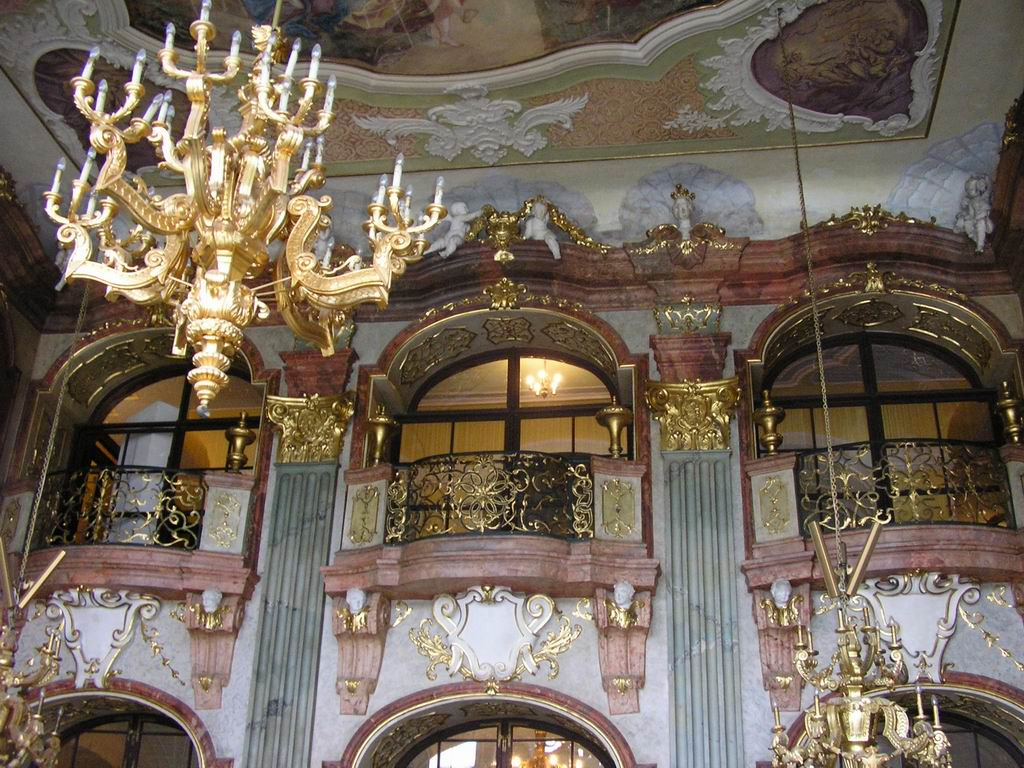
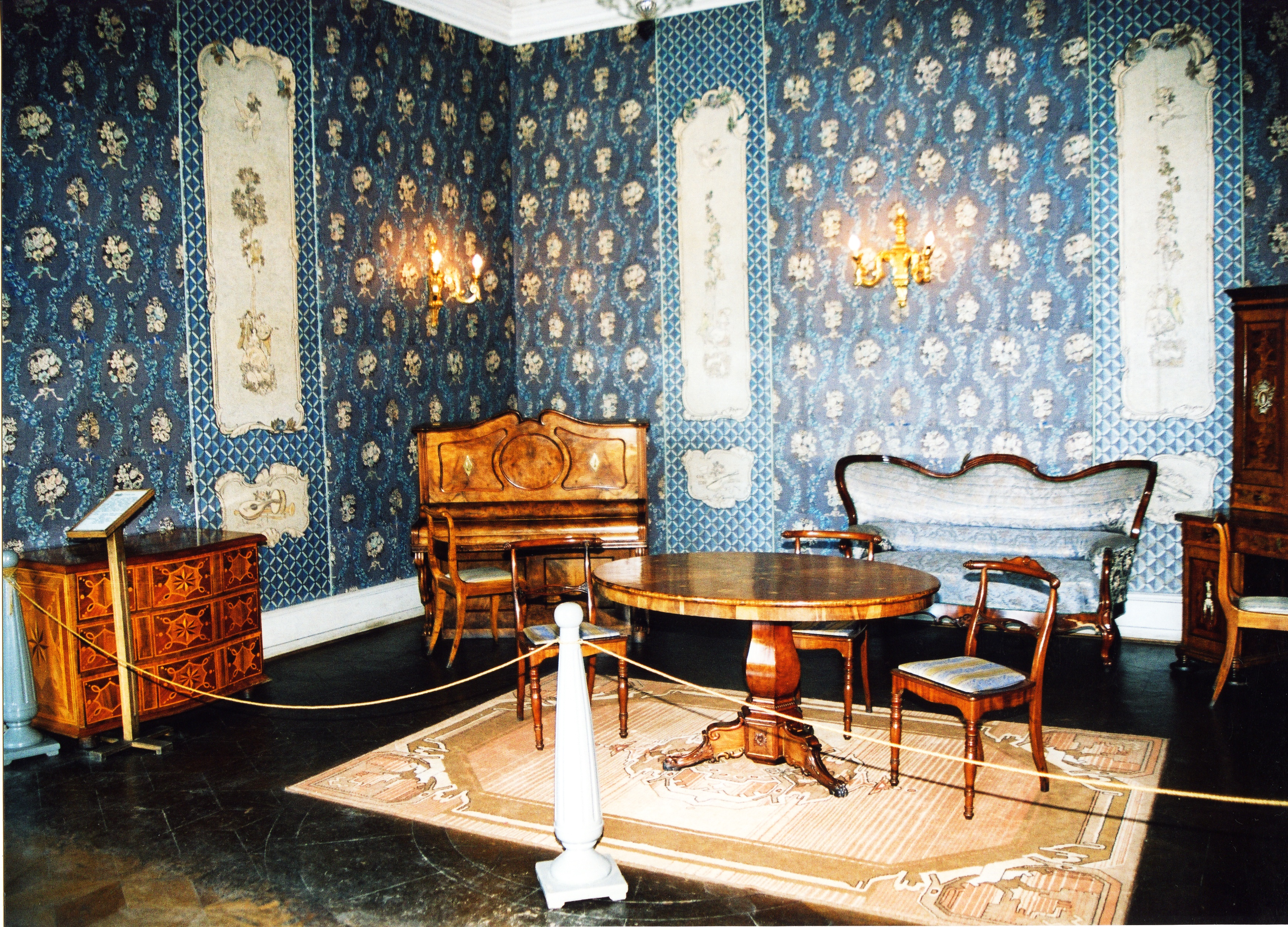
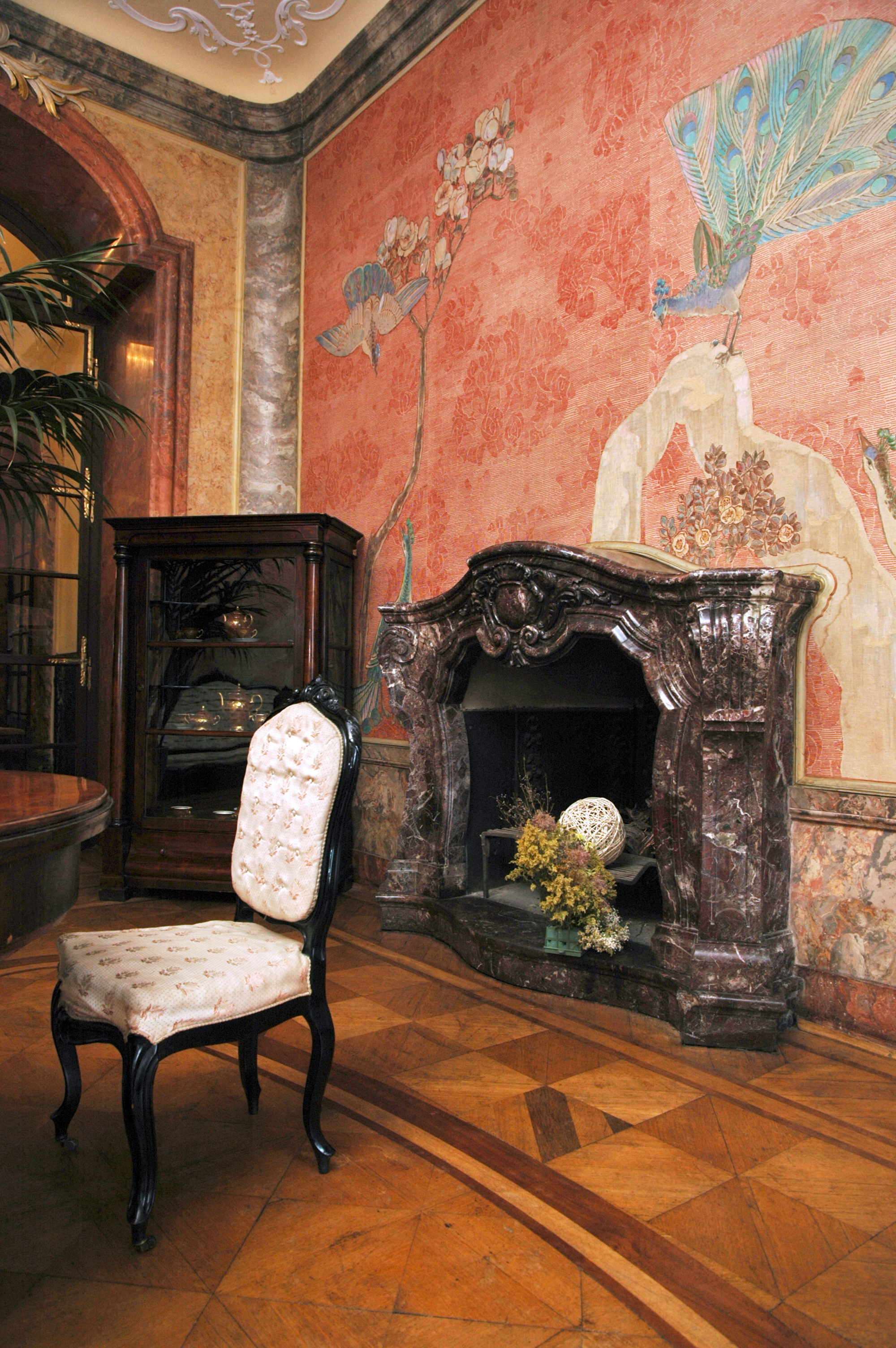
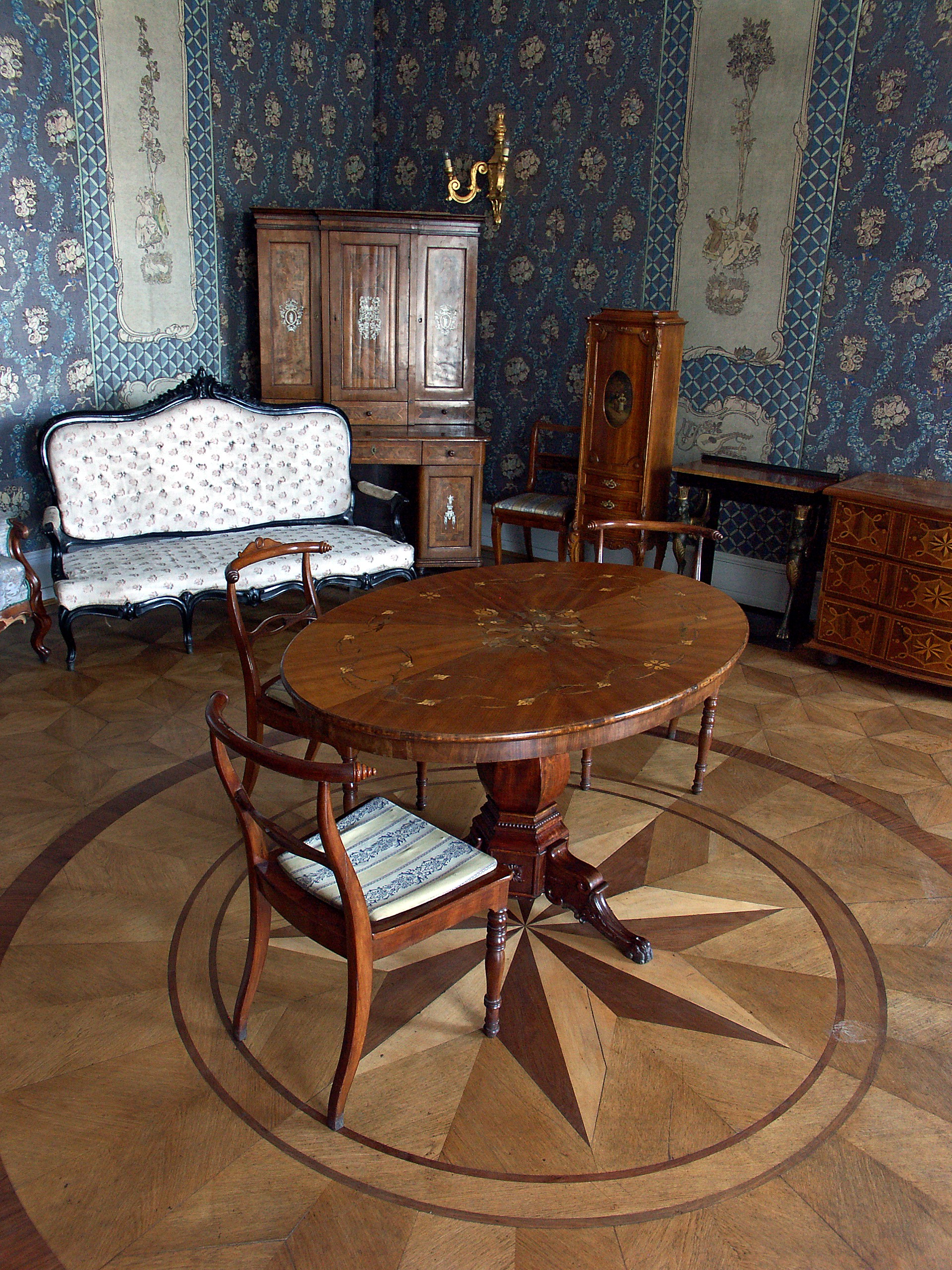
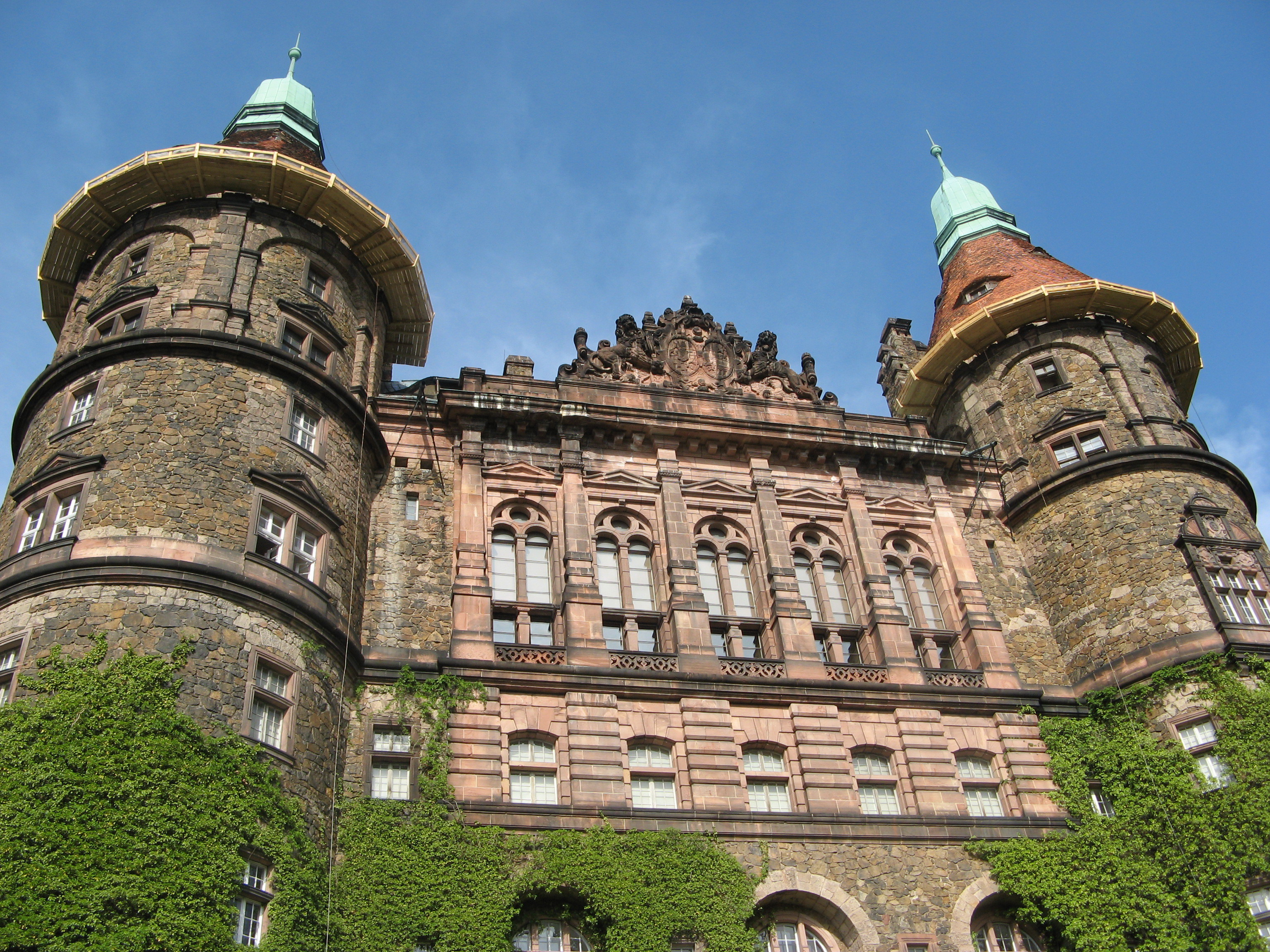
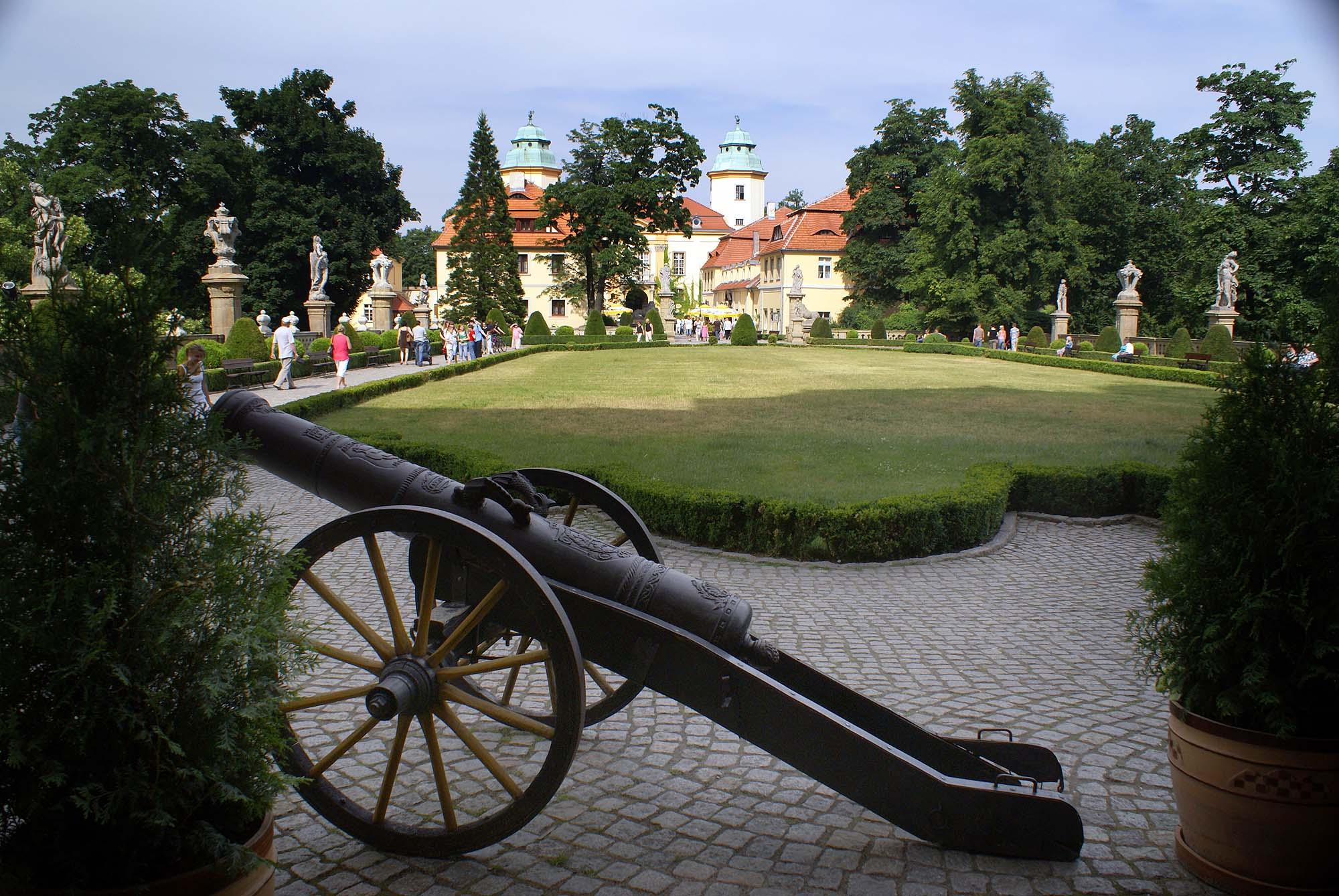
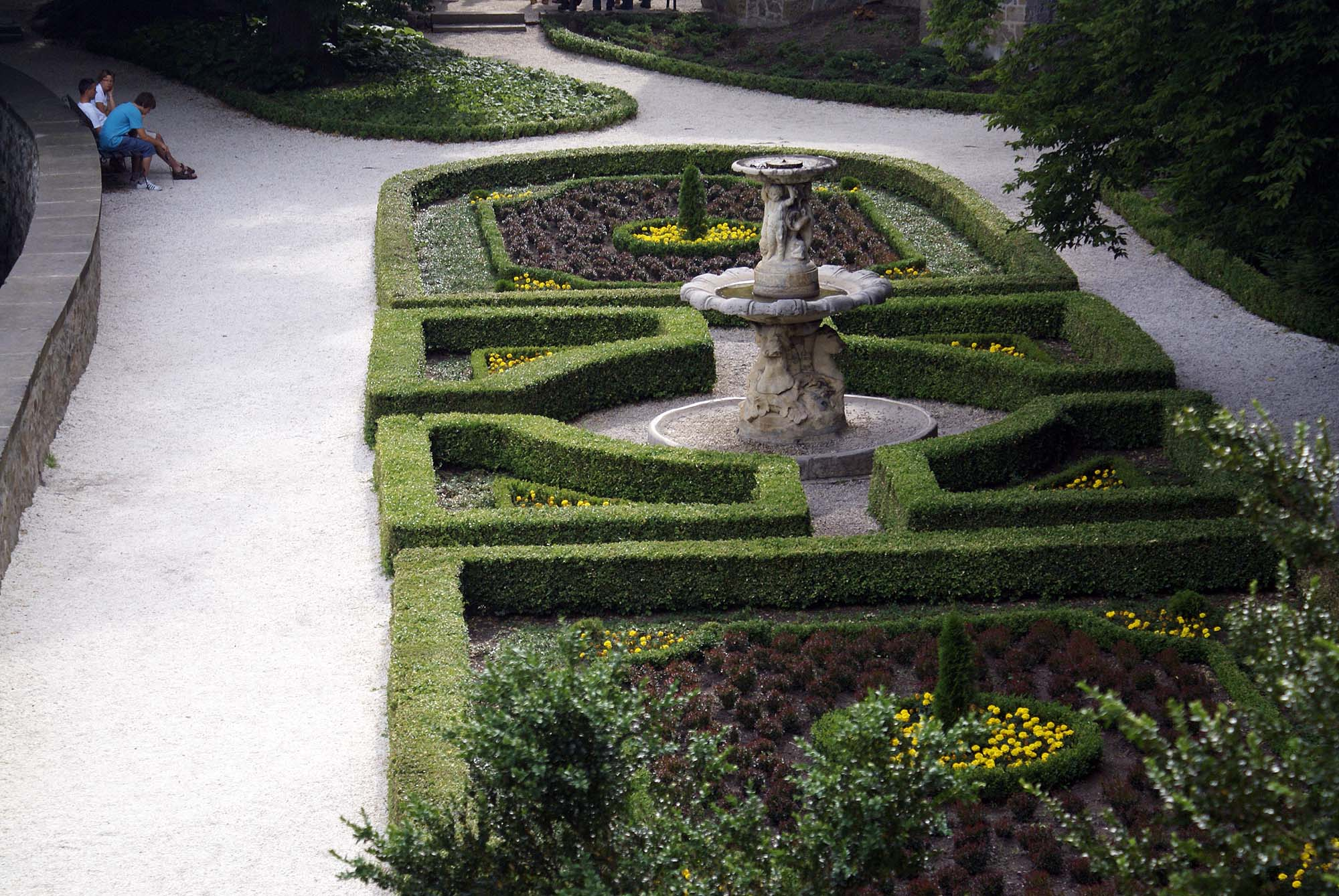
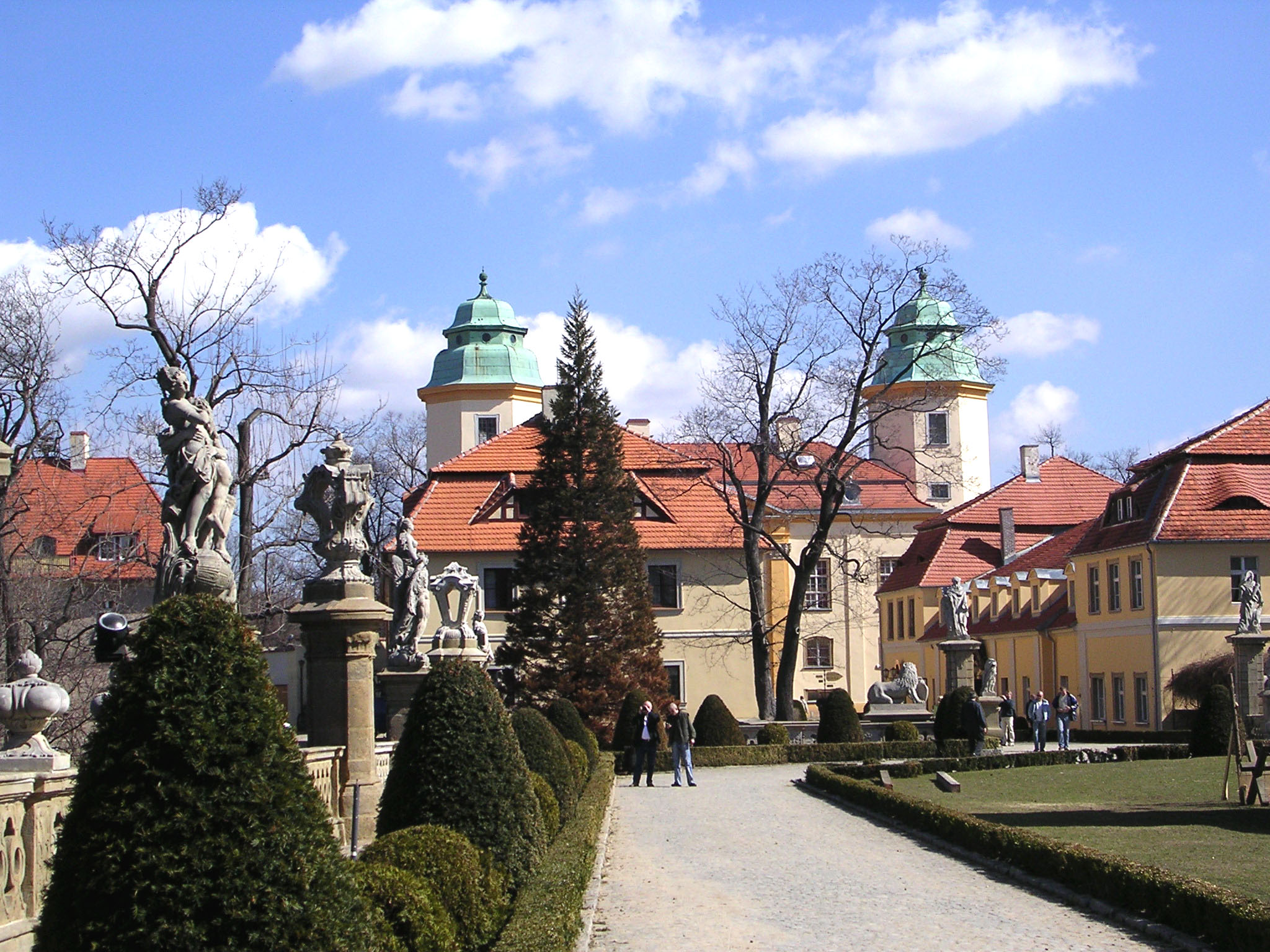
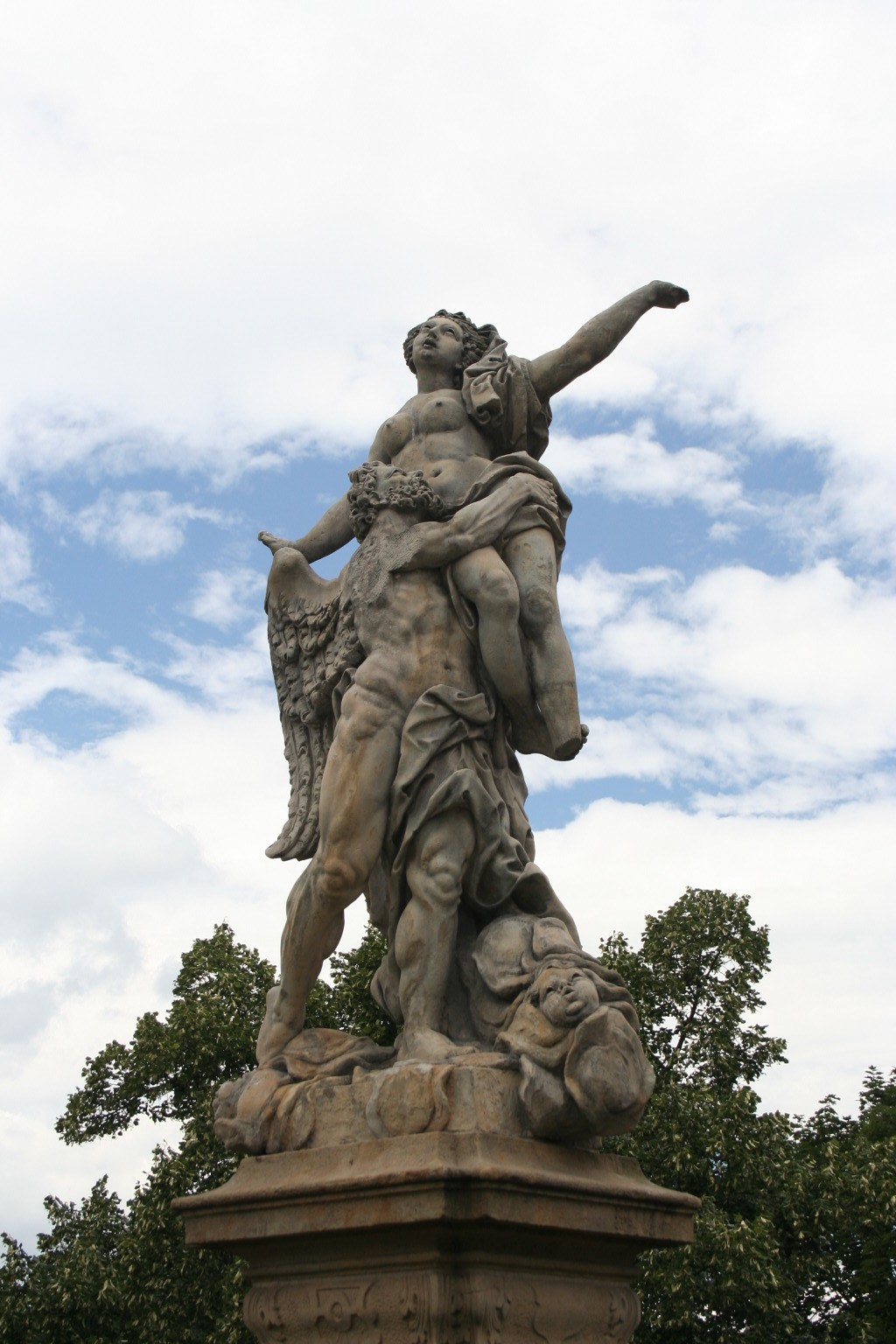

## Vùng lân cận
- Lâu đài Gola Dzierżoniowska
- Thị trấn thời trung cổ của Niemcza
- Tu viện Xitô tại Henryków
- Vườn ươm Wojsławice

## liên kết ngoài
- Lâu đài Książ nhìn từ máy bay không người lái Lưu trữ ngày 10 tháng 1 năm 2019 tại Wayback Machine
- (tiếng Ba Lan) Zamek Książ
- (tiếng Ba Lan) Zamek Książ: walory kulturowe